# Stazione di Takefu
La stazione di Takefu (武生駅?, Takefu-eki) è una fermata ferroviaria della cittadina di Echizen, nella prefettura di Fukui in Giappone. La stazione è gestita dalla JR West e serve la linea principale Hokuriku).

## Linee
JR West
■ Linea principale Hokuriku

## Struttura
La fermata è costituita da un marciapiede a isola e uno laterale con tre binari totali, collegati da passerella. Il binario due funge anche da deviata per le precedenze.
| 1-2 | ■ Linea principale Hokuriku | per Fukui e Kanazawa  |
| 2-3 | ■ Linea principale Hokuriku | per Tsuruga e Maibara |

## Stazioni adiacenti
| 《                        | Servizio                  | 》                        |
| Linea principale Hokuriku | Linea principale Hokuriku | Linea principale Hokuriku |
| ------------------------- | ------------------------- | ------------------------- |
| Ōshio                     | Locale                    | Sabae                     |
| Nanjō                     | Rapido                    | Sabae                     |